# نوح دنیلز
نوح دنیلز (به انگلیسی: Noah Daniels) یکی از نقش‌های سریال ۲۴ است. پاورز بوث نقش نوح دنیلز را در این سریال بازی می‌کند. او در فصل ششم، در ابتدا معاون اول رئیس جمهور ایالات متحده، وین پالمر است و پس از ضایعه مغزی پالمر و عدم توانایی او در اداره کشور، از سوی کابینه بعنوان رئیس جمهور ایالات متحده تعیین میشود.

## فصل ششم
در این فصل او معاون اول رئیس جمهور است و ایالات متحده با فعالیتهای تروریستی یک فرد مسلمان بنام ابوفاید درگیر است. با توطئه ای در کاخ سفید، در حین کنفرانس مطبوعاتی رئیس جمهور وین پالمر، بمبی منفجر میشود و پالمر به کوما میرود. در غیاب پالمر، نوح دنیلز بعنوان معاون اول اداره امور را در اختیار میگیرد. او قصد دارد تا به تلافی حمله هسته ای ابوفاید در خاک امریکا، به کشور او در خاورمیانه حمله هسته ای کند. گروهی در کاخ سفید که با این تصمیم مخالفند، وین پالمر را از کوما خارج میکنند. پالمر قدرت اجرایی را از دنیلز پس میگیرد، و حمله هسته ای را لغو میکند. اما پس از دستگیری ابوفاید در حین کنفرانس مطبوعاتی دچار ضایعه مغزی شده و مجدداً به کوما میرود. بدلیل عدم توانایی پالمر در اداره کشور، نوح دنیلز، جانشین او میشود و در کسوت رئیس جمهور ایالات متحده، اداره امریکا را در دست میگیرد. 

## ۲۴: رستگاری
در این فیلم سینمایی، دنیلز که در رقابت با الیسون تیلور، نامزد حزب جمهوریخواه در انتخابات ریاست جمهوری امریکا شکست خورده، آخرین روز ریاست جمهوری خود را سپری میکند. در عین حال ایالات متحده با فعالیتهای تروریستی گروهی به رهبری جوما در سانگالا (کشور خیالی در قاره افریقا) درگیر است.